# Lando Buzzanca
Pour les articles homonymes, voir Buzzanca.
Lando Buzzanca, nom de scène de Gerlando Buzzanca, né le 24 août 1935 à Palerme en Sicile et mort le 18 décembre 2022 à Rome, est un acteur italien de cinéma et de théâtre.
Il est une des vedettes de la comédie et de la comédie érotique italienne dans les années 1970. En France, on l'associe le plus souvent au rôle de Lino, le barbier, qui rase Bourvil dans Le Corniaud (1965) de Gérard Oury.

## Biographie
Il naît le 24 août 1935 à Palerme dans une famille d'acteurs : son oncle Gino est acteur et plus tard son père Empedocle (1910-1987), d'abord projectionniste, devient également acteur. Il termine ses études dans sa ville natale et s'installe à Rome à l'âge de dix-sept ans où, tout en suivant des cours d'art dramatique à l'Accademia Sharoff (it) (dont il deviendra plus tard président d'honneur), une des premières institutions italiennes à observer dans la formation de l'acteur la méthode de Constantin Stanislavski. Pour gagner sa vie pendant ses études, le jeune Gerlando accumule les emplois temporaires puis fait ses débuts d'acteur, d'abord au théâtre, puis au cinéma.

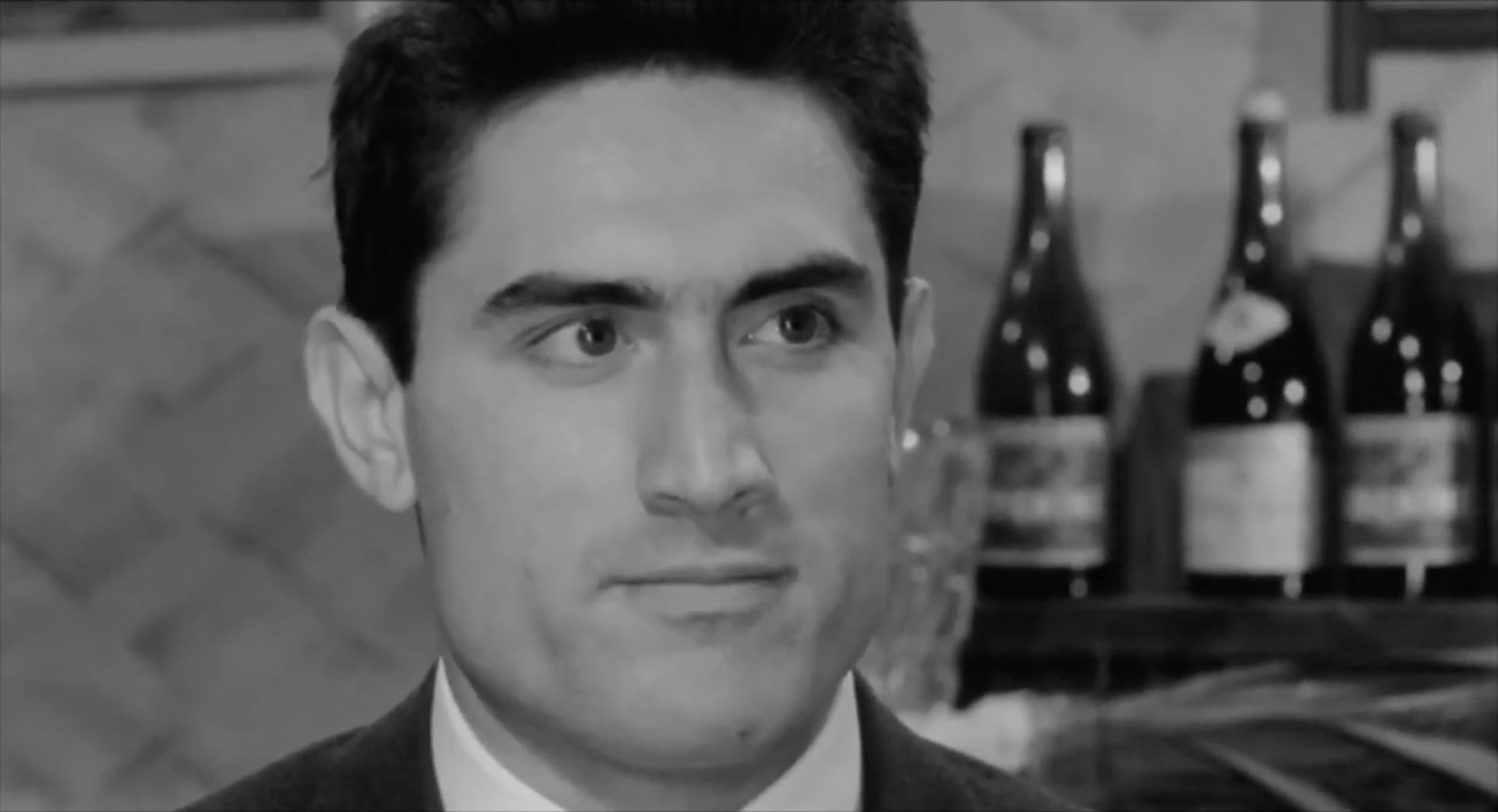
Lando Buzzanca dans La Fille de Parme (1963).

Après quelques films tournés en tant que figurant, dont Ben-Hur (1959) de William Wyler dans lequel il joue l'un des galériens, ses débuts officiels ont lieu en 1961 avec Pietro Germi, qui le choisit pour le rôle de Rosario Mulè dans Divorce à l'italienne (1961) et, plus tard, pour celui d'Antonio dans Séduite et Abandonnée (1964). En 1964, il participe, en tant que second rôle, au film de Luciano Ricci Senza sole né luna (it) (litt. « Sans soleil ni lune »), un film dramatique sur la vie difficile des mineurs pendant les derniers mois de creusement du tunnel du Mont-Blanc, et il joue également aux côtés d'Ugo Tognazzi et de Claudia Cardinale dans le film Le Cocu magnifique.
Ses choix de scénarios ultérieurs n'ont pas toujours été heureux, car Buzzanca s'est souvent retrouvé dans le rôle stéréotypé du beau séducteur sicilien jaloux et stupide, comme dans Le Corniaud (1965) de Gérard Oury, si bien que les critiques de cinéma l'ont d'abord relégué au rang d'acteur de genre et de film de série B, à l'exception du rôle principal dans Don Giovanni in Sicilia, réalisé par Alberto Lattuada en 1967.

### Années 1970

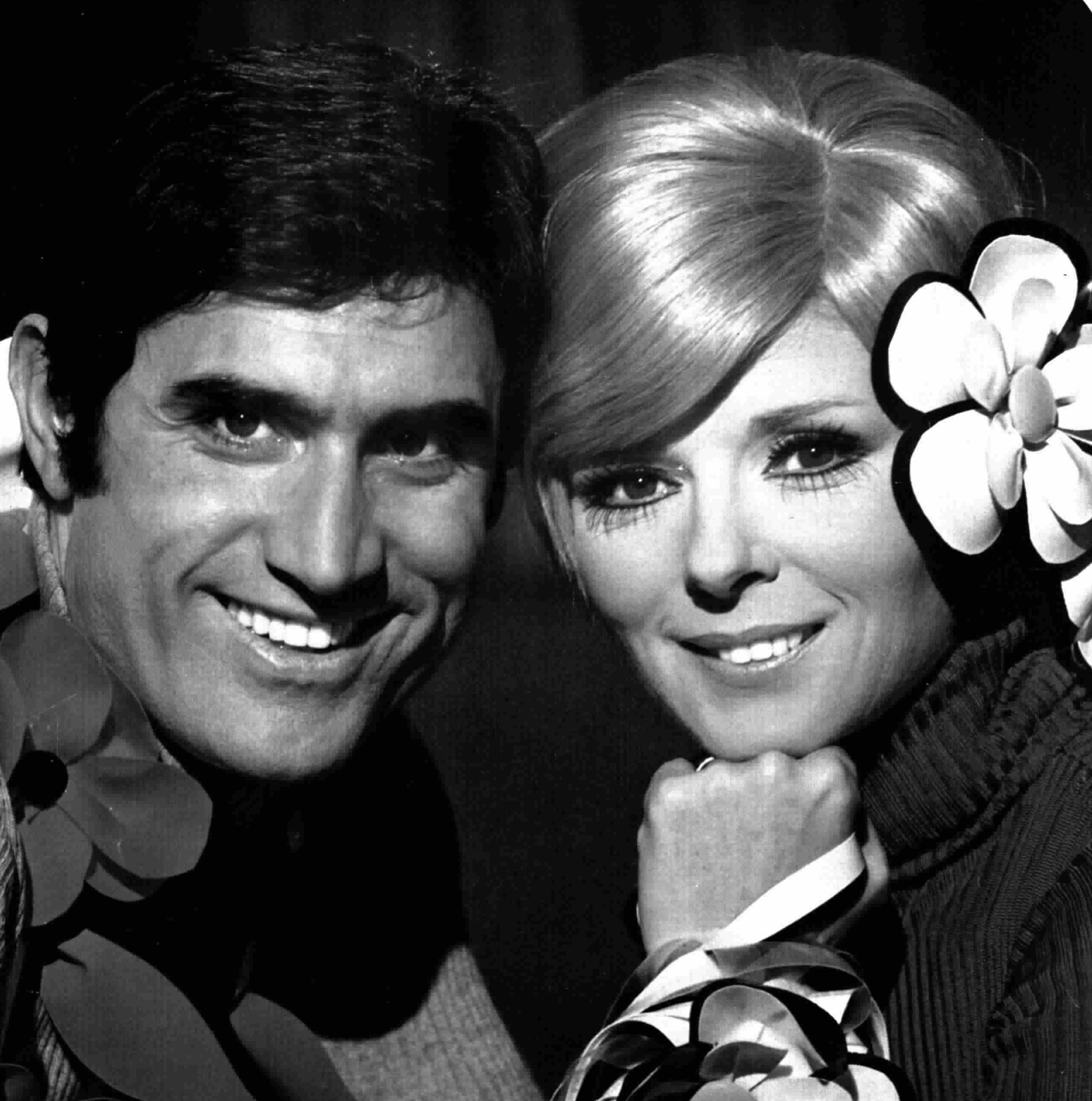
Lando Buzzanca et Delia Scala en janvier 1970 dans l'émission Signore e signora.

Bien que les critiques ne soient pas toujours bienveillantes, sa veine comique et son jeu spontané sont largement approuvés par le public. En 1970, il participe à l'émission télévisée Signore e Signora, aux côtés de Delia Scala, qui remporte un énorme succès. Sa réplique « mi vien che ridere » restera une phrase d'accroche dont le public se souviendra et qu'il répétera pendant des années.
Ses films à l'humour grivois commencent à faire fureur grâce au succès qu'ils remportent à la télévision. La célébrité internationale lui vient avec Ma femme est un violon, une comédie érotique italienne réalisée en 1971 par Pasquale Festa Campanile, dans lequel il partage la vedette avec Laura Antonelli. Dans les années qui suivent, il joue aux côtés d'autres actrices célèbres de l'époque, telles que Claudia Cardinale, Catherine Spaak, Barbara Bouchet, Senta Berger et Joan Collins.
Porté par son succès commercial, il commence également à choisir ses propres rôles dans des films tels que L'arbitro, Il sindacalista et Obsédé malgré lui, dans lesquels il esquisse des parodies de personnages réels et facilement reconnaissables.
Au milieu des années 70, l'intérêt pour ce type de films diminue et, inévitablement, les engagements cinématographiques de Buzzanca s'amenuisent. Il ne s'adapte pas au tournant que prend la comédie érotique à l'italienne ces années-là, refusant d'apparaître dans des films tels que ceux qui rendront célèbres des acteurs comme Alvaro Vitali et Edwige Fenech, Gloria Guida et Gianfranco D'Angelo, préférant travailler à la radio, où il sera pendant quelques années la vedette de l'émission Gran varietà avec le grotesque « Buzzanco », héritier du personnage télévisuel inventé pour la série Signore e signora.

### Années 1980
Dans les années 1980, Buzzanca intensifie son activité théâtrale, en jouant notamment dans la comédie In quel posto là d'Alberto Silvestri, mise en scène par Aldo Trionfo (1981-1982), Stratagemma del bellimbusto de George Farquhar, mis en scène par Gianfranco De Bosio (1983-1984), les comédies de Georges Feydeau La Puce à l'oreille (1983) et Tailleur pour dames (1984-1985), toutes deux mises en scène par Tonino Pulci,,. Buzzanca a également joué à la télévision dans l'émission de variétés Vanità sur Rai 2 aux côtés d'Agostina Belli (1984), et il a participé avec Bruno Gambarotta et Johara Valerie Racz à la reprise du jeu télévisé historique Lascia o raddoppia? (1989).

### Années 1990 et 2000

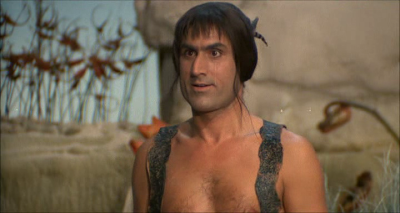
Lando Buzzanca dans Quand les femmes avaient une queue (1970).

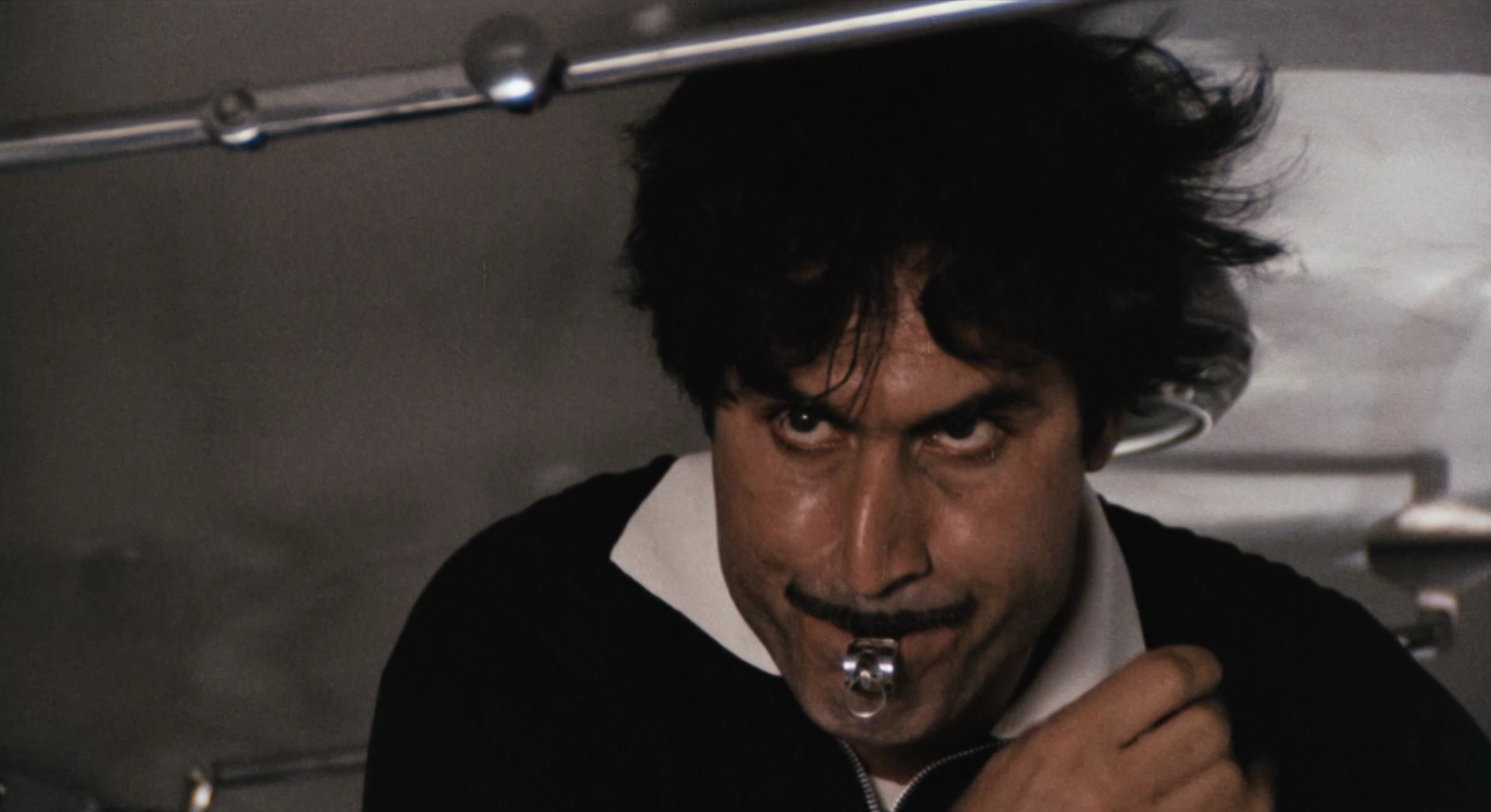
Lando Buzzanca dans L'arbitro (1974).

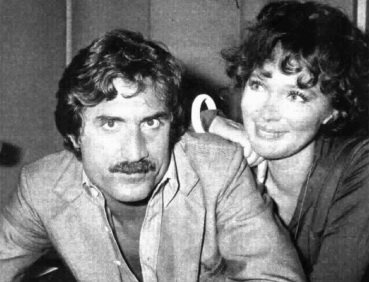
Lando Buzzanca et Gaia Germani en 1975.

Après quelques années au théâtre, il revient à la télévision en 2005 avec le téléfilm Mio figlio, dans le rôle du père d'un garçon homosexuel (interprété par Giovanni Scifoni), qui remporte un succès extraordinaire auprès du public, à tel point que cinq ans plus tard, une suite est produite, Io e mio figlio - Nuove storie per il commissario Vivaldi, avec les mêmes acteurs, diffusée en 2010, année au cours de laquelle Buzzanca apparaît également dans les mini-séries Lo scandalo della Banca Romana et Capri 3.
En 2007, il joue dans le long métrage I Vicerè de Roberto Faenza, pour lequel il est nommé pour le David di Donatello du meilleur acteur et remporte le Globe d'or du meilleur acteur.

### Années 2010
En 2012, il réalise la série télévisée Il restauratore, qui connaît un grand succès — avec plus de six millions de téléspectateurs — répliqué par la deuxième saison deux ans plus tard. Le 7 août 2013, il est retrouvé inconscient à son domicile avec des coupures aux poignets. La tentative de suicide, d'abord niée, est ensuite confirmée par l'acteur un an plus tard. Il participe au clip Amo Milano (2014) de Dargen D'Amico, dans lequel il joue le rôle d'un Sicilien naturalisé milanais.
En 2016, il participe à la onzième édition de Ballando con le stelle — la version italienne de Danse avec les stars —, dansant en couple avec Sara Mardegan, et l'année suivante, il apparaît dans quelques scènes du film Chi salverà le rose? (it) de Cesare Furesi (it), aux côtés de Carlo Delle Piane, dans lequel les deux interprètent un couple homosexuel âgé ; c'est la dernière apparition au cinéma de Delle Piane et de Buzzanca.
En tant que chanteur, il a enregistré plusieurs disques.
Il a servi de modèle à certaines bandes dessinées érotiques et humoristiques, dont la série Prolo publiée chez Elvifrance.

### Maladie et mort
Retiré dans la vie privée, il subit en avril 2021, à la suite d'une chute et d'une fracture du fémur, les conséquences d'une maladie invalidante qui détruit ses facultés cognitives et physiques, le conduisant à une forme aiguë d'aphasie et à l'hospitalisation en résidence sanitaire assistancielle (RSA) pendant plus d'un an. Transféré à la clinique Villa Speranza à Rome après une série d'accusations croisées entre sa compagne Francesca Della Valle et leurs enfants, il y meurt le 18 décembre 2022, à l'âge de 87 ans. L'enterrement a lieu le 21 décembre à Rome, dans la basilique Santa Maria in Montesanto, populairement connue sous le nom d'« église des artistes ».

## Prises de position
Durant la Première République, Lando Buzzanca était un sympathisant du Mouvement social italien – Droite nationale (il était également un ami personnel de Giorgio Almirante) ; dans une interview, il s'est déclaré « socialiste de droite ». Il a ensuite rejoint Alliance nationale (parti héritier du MSI), devenant conseiller culturel du secrétaire Gianfranco Fini. Au début des années 2000, il a soutenu, même activement, l'action de Silvio Berlusconi, avant de prendre ses distances.
À l'occasion de la première diffusion de la mini-série télévisée Mio figlio, au printemps 2005, dans laquelle le sujet de l'homosexualité est également abordé, l'acteur est plutôt critiqué par le centre-droit.

## Filmographie partielle

### Acteur de cinéma
- 1955 : Le Signe de Vénus de Dino Risi (scènes coupées au montage)
- 1959 : Ben-Hur de William Wyler
- 1961 : Divorce à l'italienne (Divorzio all'italiana) de Pietro Germi : Rosario Mulè
- 1962 : Les Jours comptés (I giorni contati) d'Elio Petri : Le fils de Cesare
- 1962 : Totò la nuit de Mario Amendola : Le monsieur dans l'avion
- 1963 : Les Monstres (I mostri) de Dino Risi : Luchino (segment Come un padre)
- 1963 : La Fille de Parme (La parmigiana) d'Antonio Pietrangeli
- 1963 : Viol à l'italienne (La smania addosso) de Marcello Andrei : carabinier Sanfilippo
- 1963 : Le monachine de Luciano Salce : Amilcare Franzetti
- 1963 : Tutto il bello dell'uomo d'Aldo Sinesio
- 1963 : Totò sexy de Mario Amendola : Le monsieur dans l'avion
- 1964 : Séduite et Abandonnée (Sedotta e abbandonata) de Pietro Germi : Antonio Ascalone
- 1964 : Les Martiens ont douze mains (I marziani hanno dodici mani) de Castellano et Pipolo : Le jeune marié
- 1964 : Senza sole né luna (it) de Luciano Ricci : Bruno
- 1964 : Le Cocu magnifique (Il magnifico cornuto) d'Antonio Pietrangeli : Giovannino
- 1964 : Cadavere per signora de Mario Mattoli : Enzo, le frère de Laura
- 1964 : L'idea fissa, segment La prima notte de Mino Guerrini et Gianni Puccini
- 1964 : Extraconiugale, segment La doccia de Massimo Franciosa
- 1965 : Le Corniaud de Gérard Oury : Lino, le coiffeur jaloux
- 1965 : James Tont operazione U.N.O. de Bruno Corbucci et Giovanni Grimaldi : James Tont
- 1965 : Casanova à l'italienne (Letti sbagliati), segment Il complicato de Steno : Birolli
- 1965 : Su e giù, segment Questione di principio de Mino Guerrini : Ignazio Cuccia
- 1965 : À l'italienne  (Made in Italy), segment Us et Coutumes de Nanni Loy : Giulio
- 1965 : Le Lit à deux places (Racconti a due piazze), segment Mourir pour vivre d'Alvaro Mancori : Vincenzo, le faux mort
- 1966 : Per qualche dollaro in meno de Mario Mattoli
- 1966 : Ringo e Gringo contro tutti de Bruno Corbucci : soldat Ringo
- 1966 : Spia spione (it) de Bruno Corbucci : Carlo Barazzetti
- 1966 : Le renard s'évade à trois heures (Caccia alla volpe) de Vittorio De Sica : Le chef de la police
- 1966 : Nos maris (I nostri mariti), segment Le Mari d'Olga de Luigi Zampa : le collègue d'Ottavio
- 1966 : Dieu est avec toi, Gringo (Vayas con dios, Gringo) d'Edoardo Mulargia
- 1967 : Don Giovanni in Sicilia de Alberto Lattuada : Giovanni Percolla
- 1967 : Une rose pour tous (Una rosa per tutti) de Franco Rossi : Lino
- 1967 : Au diable les anges (Operazione San Pietro) de Lucio Fulci : Napoleone
- 1968 : Pas folles, les mignonnes (Le dolci signore) de Luigi Zampa
- 1968 : Colpo di sole (it) de Mino Guerrini : Giovanni Angelo Errani
- 1968 : Sette uomini e un cervello de Rossano Brazzi
- 1968 : Une veuve dans le vent (Meglio vedova) de Duccio Tessari : Massito
- 1969 : L'Auberge des plaisirs (Frau Wirtin hat auch eine Nichte) de Franz Antel : Conte Lombardini
- 1969 : Gonflés à bloc (Monte-Carlo or Bust!) de Ken Annakin : Marcello Agosti (VF: Jacques Balutin)
- 1969 : Confessions d'un bigame (Warum hab’ ich bloß 2× ja gesagt?) de Franz Antel : Vittorio Coppa
- 1969 : Curé de père en fils (it) (Puro siccome un Angelo papà mi fece monaco... di Monza) de Giovanni Grimaldi
- 1970 : Le Devoir conjugal (Il debito coniugale) de Francesco Prosperi : Orazio
- 1970 : La donna a una dimensione de Bruno Baratti (de)
- 1970 : Le belve (it) de Giovanni Grimaldi
- 1970 : Un prêtre à marier (Il prete sposato) de Marco Vicario : Don Salvatore
- 1970 : Le PDG a des ratés (La prima notte del dottor Danieli, industriale, col complesso del... giocattolo) de Giovanni Grimaldi : Carlo Danieli
- 1970 : Quand les femmes avaient une queue de Pasquale Festa Campanile
- 1971 : Homo eroticus de Marco Vicario : Michele Cannaritta
- 1971 : Comment épouser une Suédoise (Il vichingo venuto dal sud) de Steno
- 1971 : Ma femme est un violon (Il merlo maschio) de Pasquale Festa Campanile : Niccolò Vivaldi, le musicien
- 1972 : La calandria de Pasquale Festa Campanile : Lidio
- 1972 : Obsédé malgré lui (All onorevole piacciono le donne) de Lucio Fulci : Giacinto Puppis, (futur Président du conseil et obsédé sexuel)
- 1972 : Il sindacalista de Luciano Salce : Saverio Ravizzi
- 1972 : Quand les femmes perdirent leur queue de Pasquale Festa Campanile
- 1973 : Mais qui donc porte la culotte (La schiava c'é lo e tu no) de Giorgio Capitani : Demetrio Cultrera
- 1974 : L'arbitro de Luigi Filippo D'Amico : Carmelo Lo Cascio
- 1974 : Service compris (Il domestico) de Luigi Filippo D'Amico : Rosario "Sasa" Cabaduni
- 1974 : Le Magnat (Il magnate) de Giovanni Grimaldi : Furio Ciceron
- 1975 : Il cav. Costante Nicosia demoniaco ovvero: Dracula in Brianza de Lucio Fulci : Costante Nicosia
- 1978 : Travolto dagli affetti familiari de Mauro Severino : Mémé Di Costanzo
- 1979 : Una noche embarazosa (ca) de René Cardona Jr.
- 1980 : Prestami tua moglie de Giuliano Carnimeo
- 1981 : Los Crápulas de Jorge Pantano
- 1982 : Vado a vivere da solo (it) de Marco Risi : Giuseppe
- 1987 : Selon Ponce Pilate (Secondo Ponzio Pilato) de Luigi Magni
- 1988 : O Diabo na Cama (Lo sciupafemmine) de Michele Massimo Tarantini
- 1994 : Même heure, l'année prochaine (Tutti gli anni una volta l'anno) de Gianfrancesco Lazotti
- 1999 : Il popolo degli uccelli (it) de Rocco Cesareo (it)
- 2000 : Il segreto del giaguaro (it) de Antonello Fassari (it)
- 2004 : Come inguaiammo il cinema italiano: La vera storia di Franco e Ciccio de Daniele Ciprì et Franco Maresco
- 2004 : Incidenti de Miloje Popovic, Alos Ramon Sanchez et Toni Trupia (it)
- 2007 : I Vicerè de Roberto Faenza : Prince Giacomo
- 2012 : Terra ribelle de Cinzia TH Torrini : Malagridas
- 2017 : Chi salverà le rose? (it) de Cesare Furesi (it)

### Acteur de télévision
- 1962 : Escapade in Florence de Steve Previn

## Discographie

### Singles
- 1971 – Il bello/Vado bene per Parigi (Odeon, 3C-006-17748)
- 1974 – Canzuncella cafona/La vita che d'è (Cinevox, MDF-067)
- 1978 – L'uomo oggetto/L'uomo oggetto (strumentale) (Carosello, CI-20463)
- 1981 – Ma che sei stata tu/Canzone contro (Yep, YEP 00739)